# الکسیس مارتین آریاس
الکسیس مارتین آریاس (انگلیسی: Alexis Martín Arias؛ زادهٔ ۴ ژوئیهٔ ۱۹۹۲) بازیکن فوتبال اهل آرژانتین است.
از باشگاه‌هایی که در آن بازی کرده‌است می‌توان به باشگاه فوتبال جیمناسیا لاپلاتا اشاره کرد.